# Gledić
Gledić (cirill betűkkel Гледић) település Szerbiában, a Raškai körzet Kraljevoi községében.

## Népesség
- 1948-ban 1 372 lakosa volt.
- 1953-ban 1 326 lakosa volt.
- 1961-ben 1 131 lakosa volt.
- 1971-ben 752 lakosa volt.
- 1981-ben 619 lakosa volt.
- 1991-ben 482 lakosa volt.
- 2002-ben 352 lakosa volt, akik mindannyian szerbek.